# Ford Modell S
Das Ford Modell S war ein drei- bzw. viersitziger offener Personenkraftwagen, gebaut von Ford in den USA. Ab 1907 wurden der mit einem 11 kW leistenden 4-Zylinder-Reihenmotor ausgerüstete Wagen für erschwingliche 700 $ (Inflationsbereinigt wären das 2025 rund 20.800 $) unter die Leute gebracht, wenn auch ohne Dach und Beleuchtung. Wie der unmittelbare Vorgänger, das Ford Modell N, besaß der Wagen einen Kettenantrieb, Frontmotor und Hinterradantrieb, der Hauptunterschied war ein längerer Radstand beim S. Bis 1909 wurden etwa 3750 Stück produziert. Mit Einführung des alles schlagenden Ford Modell T hatte der S keine Zukunft mehr.